# Upogebia pugettensis
Upogebia pugettensis är en kräftdjursart som först beskrevs av James Dwight Dana 1852.  Upogebia pugettensis ingår i släktet Upogebia och familjen Upogebiidae. Inga underarter finns listade i Catalogue of Life.